# Materiali ed oggetti destinati al contatto con gli alimenti

Il simbolo del bicchiere e della forchetta, introdotto con il regolamento UE 1935/2004, serve ad indicare i MOCA che non rilasciano sostanze nocive a contatto con gli alimenti.

Per Materiali ed oggetti destinati al contatto con gli alimenti (MOCA) si intendono quei materiali ed oggetti destinati ad entrare in contatto con gli alimenti in maniera sistematica, descritti nel Regolamento Quadro EC 1935/2004.

## Descrizione
Oltre ai classici materiali destinati ad entrare a contatto con gli alimenti (fra i quali si annoverano plastiche, gomme, contenitori, etc.), rientrano tra i MOCA pure i macchinari industriali destinati alla produzione di prodotti alimentari.
Sono compresi tra i MOCA anche i materiali e gli oggetti che vengono a contatto con l’acqua, ma non gli impianti fissi per la distribuzione idrica, sia pubblici che privati.
La legislazione principale di riferimento è il Regolamento CE 1935/2004, che ha introdotto anche l’apposito simbolo del bicchiere e della forchetta per identificare tutti quei prodotti a contatto con gli alimenti che sono conformi agli standard di non nocività.